# 프린스 모하메드 빈 압둘 아지즈 스타디움
프린스 모하메드 빈 압둘 아지즈 스타디움(아랍어: مدينة الأمير محمد بن عبدالعزيز الرياضية, 영어: Prince Mohammed bin Abdul Aziz Stadium)은 사우디아라비아 메디나에 있는 24,000명을 수용할 수 있는 다목적 경기장이다. 현재 사우디 프로페셔널리그 알안사르 FC와 아후드 클럽의 홈구장으로 사용하고 있다.